# 연갈색 머메이드
〈연갈색 머메이드〉(일본어: 小麦色のマーメイド 코무기이로노마메이도[*])는 일본의 가수 마츠다 세이코의 열 번째 싱글 앨범으로, 1982년 7월 21일 발매되었다. (7" Vinyl: 07SH-1188) B사이드 곡은 〈마드라스 체크의 연인〉(マドラス・チェックの恋人 마도라스 쳇크노코이비토[*])이며, 두 곡 모두 작사를 마츠모토 타카시, 작곡은 쿠레다 카루호 (呉田軽穂, 마츠토야 유미의 필명), 편곡은 마츠토야 마사타카가 맡았다.
처음으로 정규 음반에 수록되지 못한 싱글이다. 이 작품은 8월 16일자 오리콘 싱글 차트에서 1위에 올랐으며, 또한 8월의 오리콘 월간 차트에서도 정상을 차지했다. 당대의 음악 순위 프로그램인 더 베스트텐에서는 8월 26일자 방송분에서 1위를 차지했다. 또한 그 해 말에 있었던 제24회 일본레코드대상에서 금상을 수상하였다.

## 수록곡
| #            | 제목                                                    | 작사            | 작곡          | 편곡              | 재생 시간 |
| ------------ | ------------------------------------------------------- | --------------- | ------------- | ----------------- | --------- |
| 1.           | 〈〈연갈색 머메이드〉〉 (小麦色のマーメイド)            | 마츠모토 타카시 | 쿠레다 카루호 | 마츠토야 마사타카 | 3:34      |
| 2.           | 〈〈마드라스 체크의 연인〉〉 (マドラス・チェックの恋人) | 마츠모토 타카시 | 쿠레다 카루호 | 마츠토야 마사타카 | 3:23      |
| 총 재생 시간 | 총 재생 시간                                            | 총 재생 시간    | 총 재생 시간  | 총 재생 시간      | 6:57      |